# Aneono evansi
Aneono evansi är en insektsart som beskrevs av Irena Dworakowska 1972. Aneono evansi ingår i släktet Aneono och familjen dvärgstritar. Inga underarter finns listade i Catalogue of Life.